# Бондарёв, Олег Александрович
Оле́г Алекса́ндрович Бондарёв (11 февраля 1939 — 23 июня 2003) — советский и российский киноактёр, режиссёр кино и дубляжа, сценарист.

## Биография
Олег Бондарёв родился 11 февраля 1939 года в Москве. В 1957 году окончил среднюю школу в городе Зеленокумск Ставропольского края. В 1960—1964 гг. учился на факультете драматургии в Литературном институте имени М. Горького. В 1969 году окончил режиссёрский факультет ВГИКа (мастерская И. Таланкина).
С 1969 года — режиссёр киностудии «Мосфильм». Один из режиссёров и соавторов сценария киноальманаха «В лазоревой степи».
В 1973 году снял фильм «Мачеха», который посмотрели 59,4 млн зрителей при тираже 876 копий. По итогам опроса зрителей журнала «Советский экран» фильм был признан лучшим фильмом 1973 года, а Доронина — лучшей актрисой года, получив 43,7% голосов. Актриса была также удостоена спецприза за женскую роль на Международном кинофестивале в Тегеране в 1973 году.
Умер 23 июня 2003 года.

## Фильмография

### Режиссёр
- 1970 — В лазоревой степи
- 1973 — Мачеха
- 1975 — Алмазы для Марии
- 1978 — Молодость с нами
- 1983 — Букет фиалок
- 1985 — Дикий хмель
- 1989 — Светик
- 1992 — Ваш выход, девочки

### Сценарист
- 1970 — В лазоревой степи

### Режиссёр дубляжа
- 1980 — Кто украл Мартинку? / Brácha za vsechny penize